# تيار اليسار الثوري (سوريا)
تيار اليسار الثوري في سوريا هو منظمة سياسية يسارية تعارض الحكومة السورية التي يقودها حزب البعث؛ تأسست في أكتوبر عام 2011 وقد دعمت الحركة المناهضة للحكومة السورية حينها. تُعرّف الحركة عن نفسها بأنّها «منظمة اشتراكية ثورية تهدف لبناء سوريا الموحدة الديمقراطية اللامركزية الخالية من كل أشكال الاستبداد والاحتلالات»، وتعارض أي تدخل عسكري أجنبي في الحرب الأهلية السورية.

## الأيديولوجيا والتاريخ
خلال تشكيل تيار اليسار الثوري السوري في تشرين الأول 2011، أشارت وثائق تأسيسه إلى أنه «يتبنى الأهداف الرئيسية لحراك الشعب السوري، من أجل الحرية والديمقراطية والكرامة والعدالة الاجتماعية، ويلتزم بالانخراط في عمل جماعي من أجل تحقيق هذه الأهداف». واعتبر أن «الديناميات الثورية تدور حول بناء ديمقراطية من الأسفل»، ودعا إلى الديمقراطية التشاركية والديمقراطية المباشرة كما أن التيار يعارض جميع أشكال التدخل العسكري الأجنبي في سوريا سواء كان من قبل حلف شمال الأطلسي، وجامعة الدول العربية، وإسرائيل، وتركيا.
حددت الوثيقة التأسيسية لتيار اليسار الثوري قائمة أهداف للمجموعة ولجماعات المعارضة السورية الأخرى والتي كانت تتمثل في الإطاحة بالحكومة السورية وإنشاء «حكومة ثورية مؤقتة» وتفكيك «البنية التحتية الأمنية للدولة»، وانتخاب جمعية تأسيسية.
في شهر آب 2013، أدان تيار اليسار الثوري السوري الدولة الإسلامية في العرق والشام وجبهة النصرة، وأكد على التزامه بدعم الأكراد في تقرير مصيرهم في سوريا، كما أدان المجلس الوطني السوري لرفضه الاعتراف بحقوق الأكراد في سوريا.
في 23 سبتمبر 2014 أدانت المنظمة التدخل الأمريكي في سوريا والذي بدأ بضربات جوية ضد داعش وجبهة النصرة وأحرار الشام. وفي ربيع عام 2016، افتتح تيار اليسار الثوري السوري وجماعات يسارية يونانية 6 مراكز في أثينا تأوي 2400 لاجئ سوري.
في أيلول/سبتمبر 2016 شكل تيار اليسار الثوري السوري تحالفاً مع التحالف الوطني الديمقراطي السوري وقوات سوريا الديمقراطية على أساس اللامركزية السياسية وإرساء ديمقراطية تعددية في سوريا. عندما شنت القوات المسلحة التركية عملية عسكرية ضد قوات سوريا الديمقراطية في منطقة عفرين في 20 كانون الثاني/يناير 2018 أدان التيار العملية وأعلن دعمه لقوات سوريا الديمقراطية ضد تركيا. وفي 1 أيار/مايو 2019 (يوم العمال العالمي) أصدر التيار بياناً يدين «النظام البورجوازي» في سوريا وتركيا وألقى اللوم في انهيار الثورة السورية على غياب «حزب ثوري».

## الجناح المسلح: فصائل تحرر الشعب
أعلن عناصر مسلحون من تيار اليسار الثوري السوري عن أنفسهم في يناير 2014. وفي 18 مارس من نفس العام أعلن ثلاثة مسلحين ملثمين تشكيل فصيل التحرير الشعبي كجزء من تيار اليساري الثوري السوري. كان مقاتلو المجموعة مسلحين ببنادق كلاشينكوف وبنادق رشاشة من طراز بي كي وقذائف آر بي جي. كما استخدمت المجموعة مدفع رشاش تقني ومدفع هاون ومدفع رشاش ثقيل من طراز دوشكا. وتعاونت فصائله مع مجموعات محلية تابعة للجيش السوري الحر.
في 12 أبريل 2014 حاولت وحدة من قواته إعادة الانتشار في محافظة حماة دعماً لجماعات أُخرى في معركة حلب عندها تم إيقافهم في نقطة تفتيش تابعة لجبهة النصرة لتندلع اشتباكات مع الجبهة قتل فيها 3 مقاتلين من فصائل تحرر الشعب.
في عام 2014 نشرت  الفصائل في عين العرب (كوباني) مقاتليها لتعزيز المدينة من هجوم داعش.
في أواخر عام 2014 وبسبب اضطهاد «القوى المعادية للثورة» حسب تعبير التيار علقت فصائل تحرر الشعب أنشطتها إلى حد كبير في سوريا وأُعلن حلّها رسمياً في 26 يناير 2015.